# Calamoncosis laminifromis
Calamoncosis laminifromis är en tvåvingeart som först beskrevs av Becker 1908.  Calamoncosis laminifromis ingår i släktet Calamoncosis och familjen fritflugor. Inga underarter finns listade i Catalogue of Life.